# Projet Mogul
Pour les articles homonymes, voir Mogul.

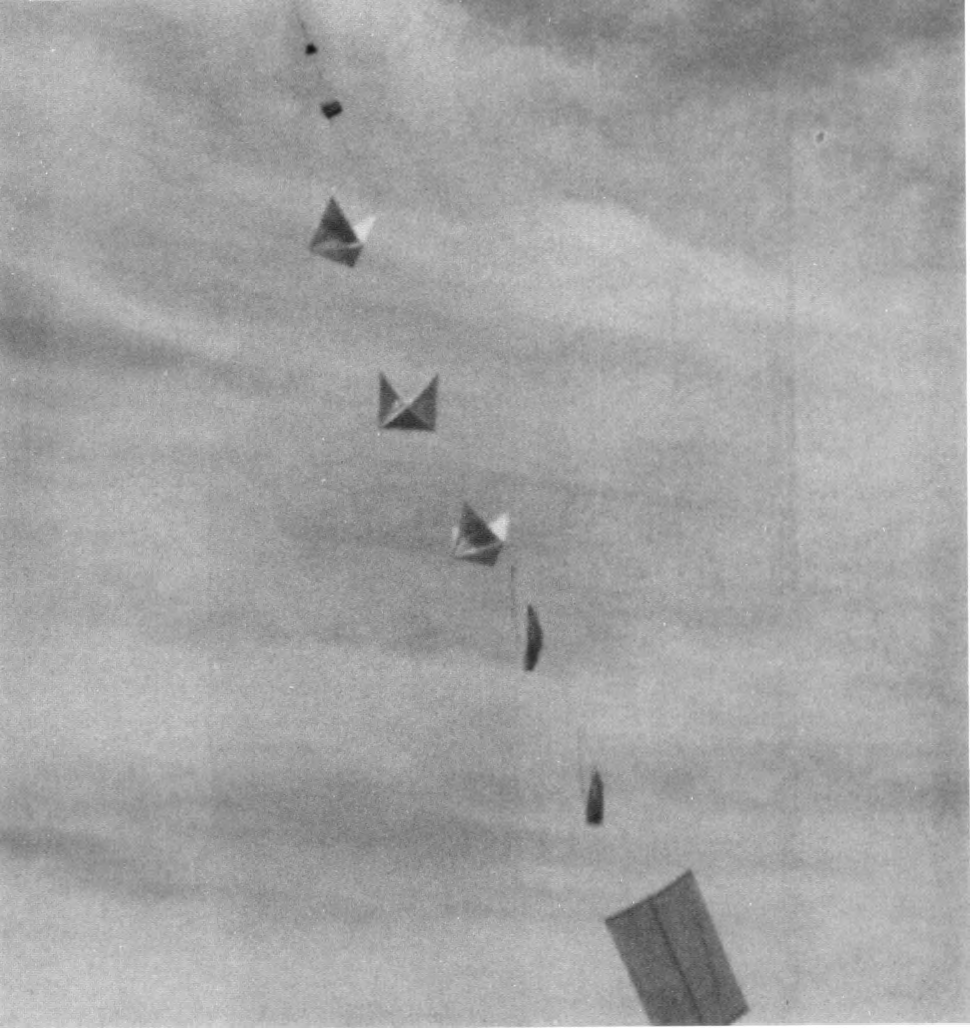
Ballons-sondes et réflecteurs du projet Mogul.

Le projet Mogul est un projet américain ultraconfidentiel mené de 1947 à 1949, consistant, dans le cadre de la guerre froide, à envoyer des ballons-sondes pour espionner l’URSS en collectant des renseignements de type MASINT[réf. nécessaire] et savoir si on y effectuait des essais nucléaires en captant les ondes sonores induites par ceux-ci.
L'écrasement au sol d'un ballon sonde du projet Mogul est à l'origine de l'affaire de Roswell.

## Histoire
La détection atmosphérique de vague de pression de basse fréquence est étudiée dès 1900. Le projet de détection acoustique à basse fréquence est présenté au général Spaatz en 1945 par le docteur Maurice Ewing. Le projet mis au point par Maurice Ewing, est supervisé par James Peoples, assisté d’Albert P. Crary.
En 1947, les États-Unis entament les premières étapes de la guerre froide contre l’Union soviétique ; sont donc mis en place de nombreux programmes militaires secrets pour espionner les Soviétiques, et plus précisément leurs programmes nucléaires.

En juin et juillet 1947, six lancers de ballons Mogul furent réalisés avant la découverte de Brazel. Tous les trains de ballons furent récupérés sauf deux : le vol no 4 du 4 juin et le vol no 9 du 3 ou 4 juillet.

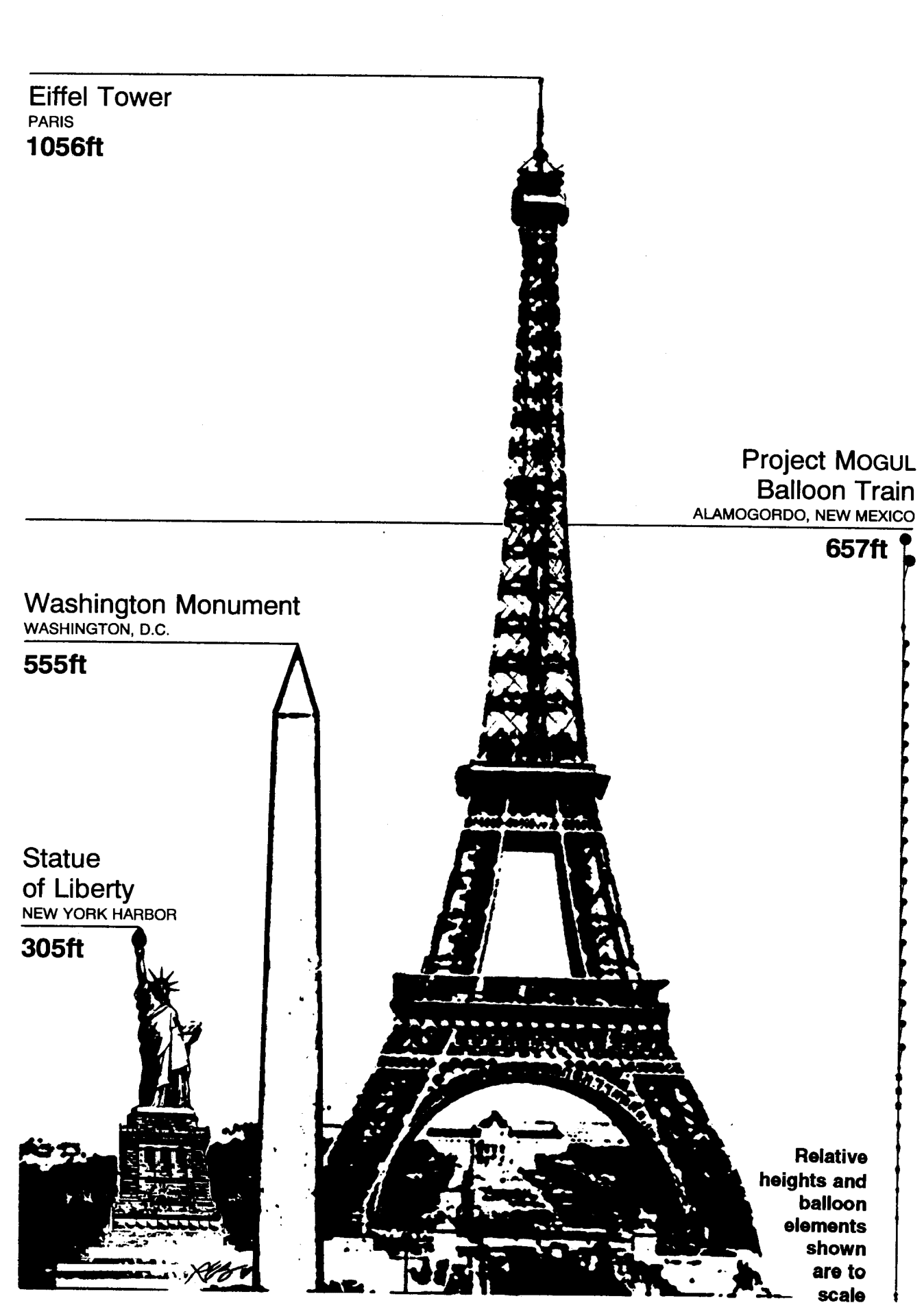
Ballons-sondes du projet Mogul, comparaison de la taille.

## Les ballons Mogul
L’une des expériences qui sont menées à l’époque dans le Nouveau-Mexique (États-Unis) sous l'égide de la New York University (NYU) est le projet Mogul, destiné à détecter les essais nucléaires soviétiques grâce à l’envoi en haute altitude de grappes ou de trains de 20 à 30 ballons météo attachés à une ligne centrale portant quelques instruments et deux à trois cibles radar pour un poids total de 55 livres. Les ballons sont envoyés depuis la base Alamogordo dans le Nouveau-Mexique et ils retombent au bout de quelques heures de vol dans un rayon d'une centaine de kilomètres de leur base de lancement selon les vents.
À l'origine en 1947, ces ballons sont des ballons-sondes de caoutchouc (néoprène standard) réunis en grosses grappes, ils sont ensuite remplacés par d'énormes ballons faits de polyéthylène plus solides et, comme ils sont moins sujets aux fuites d'hélium, ils se maintiennent mieux à une altitude constante que les ballons de caoutchouc. Le contrôle de l'altitude et l'emploi du polyéthylène sont les deux innovations du Projet Mogul.
À ces ballons sont accrochés des cerfs-volants faits de matériaux légers contenant des microphones et des transmetteurs radio pour relayer les signaux. Ils transportent aussi deux cibles radar pesant une centaine de grammes en papier d'aluminium collées avec du papier adhésif sur des baguettes de balsa.

## Lien avec l'affaire de Roswell

### Rapports

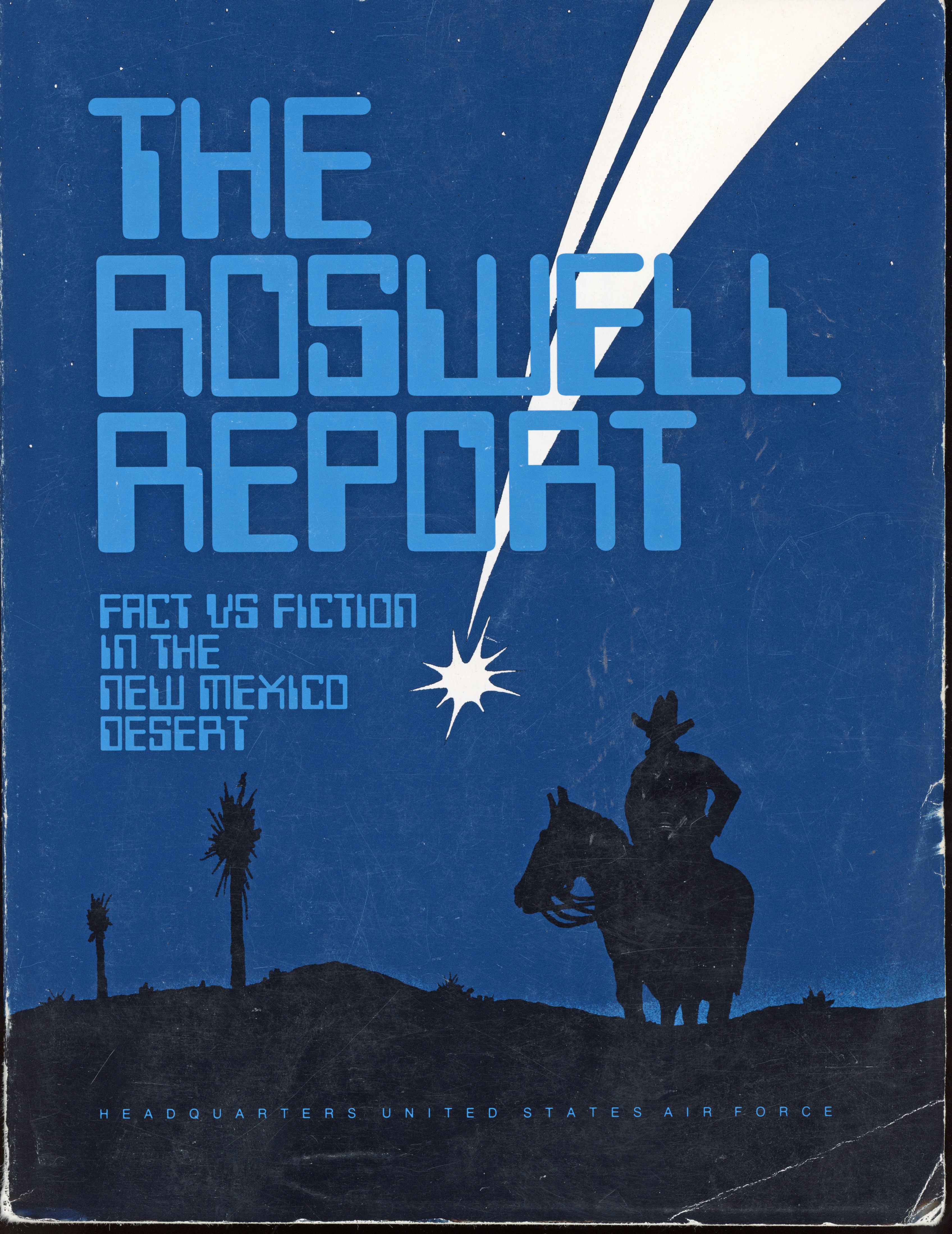
Premier rapport de l'US Air Force, 1995.

En juin et juillet 1947, 853 rapports d'observations d'ovnis sont dénombrés. Certains, comme l’Air Force (p. 3), ont supposé que la plupart de ces « soucoupes volantes » étaient en fait des ballons météo mal identifiés.
D’après une commission d'enquête sénatoriale américaine, c’est un de ces ballons à la nacelle hexagonale qui, en s'écrasant près de la ville de Roswell, a suscité la célèbre affaire de Roswell.

« Les braves soldats de Roswell n’étaient, évidemment, pas au courant de Mogul et c’est ce qui les a amenés à parler un peu vite de soucoupe volante. »

Le télex du F.B.I. de l'époque fait bien référence à Mogul :

« Information concernant un disque volant […] Le disque a une forme hexagonale et a été suspendu à un ballon par un câble, lequel ballon avait approximativement vingt pieds de diamètre […] L'objet trouvé ressemble à un ballon météorologique de haute altitude avec un réflecteur radar […] Disque et ballon ayant été transportés à Wright Field par avion spécial pour examen […] en raison de l’intérêt national du cas […] »

Les sceptiques, comme B. D. « Duke » Gildenberg, ont considéré l’enchaînement des évènements tel que rapporté en 1947 comme correct : un ballon météo ou un appareil similaire est découvert dans un ranch et des personnes n’ayant jamais vu ce type d’appareil auparavant pensèrent que c’était une de ces « soucoupes volantes » décrites dans les médias. Quand les personnes qui connaissaient les expériences avec les ballons et les équipements virent le matériel, la confusion fut dissipée et une rectification fut publiée dans les médias.

### Débris et matériaux en question

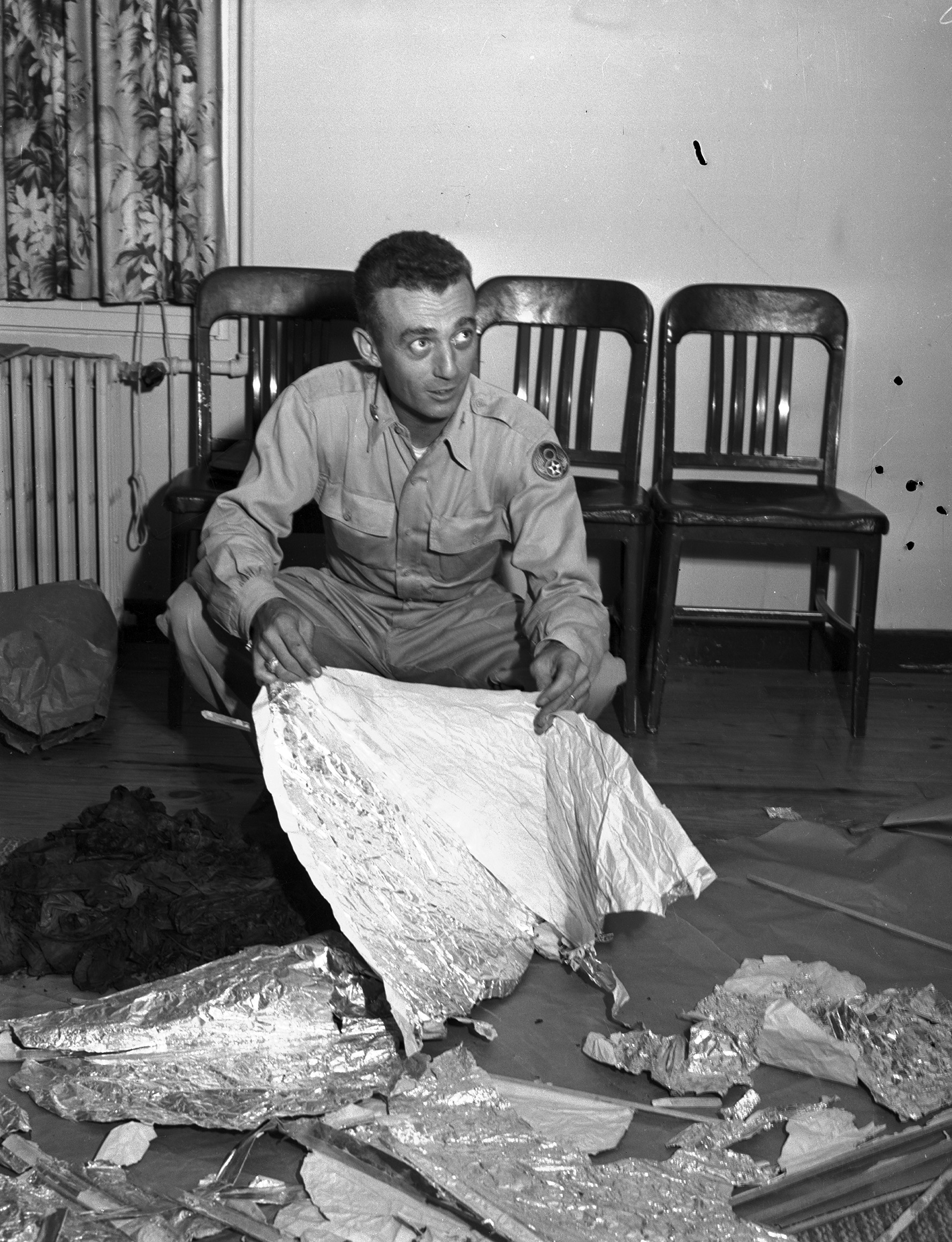
Marcel pris en photo avec les débris.

Grâce aux rapports de l’Air Force décrivant précisément le Projet Mogul et grâce aux reconstitutions de vols de cette expérience avec les participants du projet, en particulier Charles B. Moore (Ch.3), des critiques, tel Korff, ont suggéré que les témoins avaient en fait décrit des passages de cette expérience. « La question est maintenant de savoir quel genre de soi-disant soucoupe volante extraterrestre pourrait être construite avec des morceaux de cerfs-volants, du ruban adhésif avec des symboles écrits dessus et des feuilles d’aluminium. La réponse est probablement aucune, mais ce sont précisément les matériaux principaux d’un appareil du Projet Mogul. »
L'US Air Force et les sceptiques ont retenu comme probable d'abord le vol de ballons Mogul en polyéthylène (matériau nouveau à l'époque), vol no 9 lancé le 3 ou le 4 juillet, avant de se rétracter car ces ballons ne portaient aucune cible radar ou instrument susceptible d'expliquer le témoignage erroné de Marcel et d'opter dans le rapport publié en 1994 pour le lancement de ballons Mogul en néoprène (matériau très commun), vol no 4 du 4 juin (dont on ne sait s'il transportait des cibles radar). Or, d'après le journal de l'ingénieur Albert Crary chargé de la réalisation pratique de ces lancements de ballons Mogul, le vol no 4 a été annulé à cause d'un ciel nuageux.

### Critiques
Certains auteurs pro-ovnis, comme Marcel particulièrement, suggèrent que les militaires hautement entraînés de la base de Roswell, ne pouvaient pas confondre de communs débris de ballons avec quelque chose « qui n’est pas de ce monde ». Ces débris étaient notamment constitués de feuilles d'aspect métallique, extrêmement légères, fines et résistantes qu'on ne pouvait couper, brûler ou déchirer et qui reprenaient leur forme initiale après qu'on les a froissées. Pour Marcel ces matériaux ne pouvaient provenir d'un ballon notamment en ce qui concerne un tissu d'aspect métallique poreux.
Robert G. Todd et le sceptique Timothy Printy soulignent également que le radar était relativement nouveau en 1947 et que, bien que la base de Roswell fût la seule base nucléaire sur la planète, elle n’était pas encore équipée de radar. La description de certains débris par des témoins évoque du matériel en rapport avec les radars. Par ailleurs, les cibles radar propres à l’usage des séries de ballons Mogul étaient nouvelles et n’étaient pas largement utilisées aux États-Unis à l’époque (p. 164).
Le général Arthur Exon, alors stationné à White Field et soutenant la réalité de l'engin extraterrestre, déclara à l'enquêteur Kevin Randle avoir, en juillet 1947, survolé le site, observé la zone de débris du ranch de Brazel et le profond sillon dans le sol qui contredirait donc l'atterrissage en douceur d'une grappe de ballons de 55 livres poussée par le vent. En effet ces petits ballons, gonflés à l’hélium, ne pouvaient pas exploser et donc causer ce champ de débris d’un kilomètre de long. Comme écrit dans le Roswell Report de 1995, le train de ballons Mogul n° 4, seuls à pouvoir expliquer, selon les militaires, certains débris décrits par les témoins, n’avait pas décollé, annulé à cause du temps couvert. Et aucun témoin n’a décrit la récupération d’un train de ballons Mogul sur le ranch de Mac Brazel ou dans les environs[Passage problématique].